# Tsuihō Sareta Tensei Jū Kishi wa Game Chishiki de Musō Suru
Tsuihō Sareta Tensei Jū Kishi wa Game Chishiki de Musō Suru (追放された転生重騎士はゲーム知識で無双する?) es una serie de novelas ligeras japonesas escritas por Nekoko e ilustradas por Jaian. Inicialmente comenzó a serializarse en el sitio web de publicación de novelas generadas por usuarios Shōsetsuka ni Narō en abril de 2021. Kōdansha adquirió la serie y comenzó a publicarla bajo su sello de novelas ligeras Kodansha Ranobe Books en junio de 2022. 
Una adaptación al manga ilustrada por Lee Brocco comenzó a serializarse en el sitio web y la aplicación de manga YanMaga Web de Kodansha en febrero de 2022 antes de ser transferida a la revista Weekly Young en septiembre de 2024. Una adaptación de la serie de televisión de anime producida por GoHands se estrenará en 2026.

## Personajes
Elma Edvan (エルマ・エドヴァン Eruma Edovuan?)
Seiyū: Takeo Ōtsuka
Luce Rubis (ルーチェ・ルービス Rūche Rūbisu?)
 Seiyū: Shion Wakayama
Maris Edvan (マリス・エドヴァン Marisu Edovuan?)
 Seiyū: Natsuko Abe

## Contenido de la obra

### Novelas ligeras
Tsuihō Sareta Tensei Jū Kishi wa Game Chishiki de Musō Suru fue escritas por Nekoko e ilustradas por Jaian y fue serializado en el sitio web de publicación de novelas generadas por usuarios Shōsetsuka ni Narō el 25 de abril de 2021. Kōdansha adquirió la serie y comenzó a publicarla con ilustraciones de Jaian bajo su sello de novelas ligeras Kodansha Ranobe Books el 2 de junio de 2022. Se han publicado tres volúmenes a febrero de 2024.
| Volúmenes de novelas ligeras publicadas | Volúmenes de novelas ligeras publicadas | Volúmenes de novelas ligeras publicadas |
| Número                                  | Fecha de lanzamiento                    | ISBN                                    |
| --------------------------------------- | --------------------------------------- | --------------------------------------- |
| 1                                       | 2 de junio de 2022                      | ISBN 978-4-06-527822-2                  |
| 2                                       | 1 de abril de 2023                      | ISBN 978-4-06-531646-7                  |
| 3                                       | 2 de febrero de 2024                    | ISBN 978-4-06-534769-0                  |

### Manga
Una adaptación al manga ilustrada por Lee Brocco comenzó a serializarse en el sitio web y la aplicación de manga YanMaga Web de Kōdansha el 11 de febrero de 2022. El manga fue luego transferido a la revista Weekly Young el 9 de septiembre de 2024. Los capítulos del manga han sido compilados en doce volúmenes tankōbon a partir de diciembre de 2024. La serie se publica en inglés en la aplicación "K Manga" de Kodansha.

### Anime
El 5 de septiembre de 2024 se anunció una adaptación de la serie de televisión de anime. La serie está producida por GoHands y dirigida por Katsumasa Yokomine, con Shingo Suzuki y Tetsuichi Yamagishi como directores principales, Takayuki Uchida como diseñador de personajes y Ludvig Forssell como compositor musical. Su estreno está previsto para 2026.

## Recepción
Para septiembre de 2024, la serie tendrá más de 2 millones de copias en circulación.